# Zuhayr ibn Abī Sulmā
Zuhayr ibn Abī Sulmā (in arabo زهير بن أبي سُلمى ربيعة بن رياح المزني‎?; Najd, 520 o 530 ca – 607 o 609 o 627 circa) è stato un poeta arabo che apparteneva ai Banū Muzayna, tribù che aveva la sua sede a sud di Yathrib l'odierna Medina, ma nacque e trascorse parte della sua vita presso la tribù materna, i Banū Murra dei Ghatafān..

## Vita
Nato in una famiglia di poeti, Zuhayr b. Abī Sulmā Rabīʿa b. Riyyāḥ al-Muzanī iniziò la sua attività, secondo la prassi dell'epoca, come rāwī  e in particolare di ʿAws b. Hajar. Assai poco sappiamo della sua vita, vita che,  secondo le fonti, sarebbe stata particolarmente lunga: in un verso della sua muʿallaqa dichiara: "Sono stanco del peso della vita, chi vive ottant'anni non ha padre ed è stanco". Dovrebbe comunque aver raggiunto i 97 anni e si narra che a 100, forse già monoteista, avrebbe incontrato, secondo il Kitāb al-Aghānī il profeta Maometto. Il poeta Kaʿb b. Zuhayr, autore della  qasīda rivolta a Maometto (detta "al-Burda"), era figlio e rāwī di Zuhayr, così come il meno conosciuto Bukhayr.

## Stile e opere
Fu testimone della lunga guerra scoppiata nella seconda metà del VI secolo, detta "di Dāhis", dal nome del cavallo che fu all'origine degli scontri fra gli ʿAbd e i Dhubyān, entrambi dei Ghatafān; guerra intertribale che si concluse grazie alle capacità di due valorosi e saggi capi. A questi ultimi Zuhayr dedica la sua muʿallaqa. Infatti la muʿallaqa, dopo un lungo preambolo amoroso, nasīb, dedicato alla moglie Umm Awfā', è centrata sulla lode di Harim e di al-Hārith che con la loro generosità e saggezza riuscirono a porre fine alla sanguinosa guerra, per terminare con una serie di aforismi e di versi sentenziosi contenenti riflessioni sul destino e la caducità delle cose del mondo, temi che ben si addicono a un uomo avanti negli anni. Poeta assai scrupoloso, è considerato “uno schiavo del verso” in quanto dedicava molto tempo, talvolta anche un anno, alla stesura dei suoi componimenti, aspetto che ha suscitato nei secoli opposte posizioni: alcuni lo hanno accusato di artificiosità e di fare uso di enjambement mentre altri ne hanno apprezzato la forma e la limpidezza delle immagini.
Il dīwān pervenutoci comprende 7 poesie, fra cui la sua muʿallaqa, e 36 frammenti per un totale di circa 680 versi. La maggior parte sono panegirici con uno stile tranquillo, poderoso, con descrizioni delicate, riflessive; la lingua è ricercata e musicale.